# 오사키카미지마정
오사키카미지마정(일본어: 大崎上島町)은 일본 히로시마현 도요타군의 정이다.
기노에정, 도노정, 오사키정 등 3개 정이 합병해서 성립되었고 국립 히로시마 상선 고등전문학교와 주고쿠 전력 오사키 화력 발전소가 있다. 다케하라, 아키쓰와 연결되는 페리로 약 30분 거리의 게이요 제도의 중간 정도에 위치한다. 조선업이 번성하고 각지에 조선소가 있으며 귤 재배가 번창한다. 덧붙여 2006년 도요타군 세토다정의 오노미치시로의 합병으로 도요타군은 오사키카미시마정만 남게 되었다.

## 지리
세토 내해에 떠있는 게이요 제도의 오사키카미섬에 있다. 기후는 온난하고 강설도 적다. 평지는 적고 우뚝 솟아 있는 경사면이 많다. 감귤류의 재배에 적절한 환경이다. 또 주변에 다수의 무인도가 점재해 어업 진흥을 목적으로 한 보호 수면도 있다. 쇼와 시대에는 진주 양식도 행해졌다.

## 역사
- 근대의 오사키카미섬은 섬의 대략 3분의 1 면적을 차지하는 북동부에 히가시노, 섬의 서부에 나카노, 하라다 및 오쿠시, 섬 남부의 기노에, 아카시 및 오키우라 지구로 구성되어 있었다.
- 나카노, 니시노(하라다 및 오쿠시) 지구가 합병해 구 오사키정이, 히가시노의 일부, 기노에, 아카시 및 오키우라가 합병해 구 기노에정이 탄생했다.
- 히가시노 지구는 합병 없이 구 히가시노정이 되었다.
- 2003년 4월 1일에 오사키정·기노에정·히가시노정이 대등 합병해 성립했다. 덧붙여 정사무소 청사는 다케하라 방면으로의 관문인 구 히가시노정 사무소 청사를 이용해 행정 기능이 대부분 여기에 집중하고 있다.

## 자매 도시
- 일본 홋카이도 나카톤베쓰정
- 일본 도쿄도 무사시노시